# José Ruiz (boxe anglaise)
Pour les articles homonymes, voir José Ruiz.
José Ruiz est un boxeur portoricain né le 24 octobre 1966 à Trujillo Alto et mort le 28 février 1997.

## Carrière
Passé professionnel en 1984, il remporte le premier titre de champion du monde des poids super-mouches WBO le 29 avril 1989 en battant aux points Sugar Baby Rojas. Ruiz conserve sa ceinture à 4 reprises puis s'incline face à José Quirino le 22 février 1992. Également battu quelques mois plus tard par le champion IBF de la catégorie, Robert Quiroga, il met un terme à sa carrière de boxeur sur un bilan de 22 victoires et 4 défaites.

## Référence
1. ↑  (en) José Ruiz vs. Sugar Baby Rojas (boxrec.com)